# Fran Ramovš
Fran Ramovš (Ljubljana, 14 de setembre de 1890 – 16 de setembre de 1952), pseudònim de Julij Dub, va ser un lingüista eslovè que va estudiar els dialectes i l'onomàstica de la llengua eslovena.

## Biografia
Fran Ramovš va néixer a Ljubljana, la capital del ducat de Carniola, aleshores part de l'Imperi Austrohongarès. Va estudiar lingüística a les universitats de Viena (1910–1911) i Graz (1911–1914). Mentre estava a Graz va seleccionar el tema de la seva tesi, el desenvolupament de les vocals reduïdes protoeslaves en eslovè, que va acabar el 1912 i va presentar el 1914 per a rebre el doctorat.
L'octubre de 1915 durant la Primera Guerra Mundial, Ramovš va ser mobilitzat i enviat al front de l'Isonzo, on va ser ferit durant la tercera Batalla de l'Isonzo. Va passar un any recuperant-se a Viena i va ser acomiadat del servei militar regular el 1917 per motius de discapacitat i destinat a la reserva territorial de Ljubljana i Kamnik.
El 1918 se li va oferir una plaça de professor associat a Txernivtsí, a Ucraïna, però amb el col·lapse d'Àustria-Hongria va tornar de Graz a Ljubljana, on estava a punt de crear-se la universitat.
La Universitat de Ljubljana es va fundar el 1919 i el 31 d'agost d'aquell any Ramovš va ser un dels primers quatre professors titulars nomenats a la institució. Ho va ser de lingüística indoeuropea i eslava i també va ensenyar accentologia, fonètica general, protoeslau i gramàtica indoeuropea comparada. El 1921 va néixer el seu fill Primož Ramovš (1921–1999), futur compositor.
Ramovš va ser rector de la Universitat de Ljubljana de 1934 a 1935. Va ser cofundador i membre de l'Acadèmia Eslovena de Ciències i Arts i va exercir-ne de president entre 1950 i 1952. Va rebre el premi Prešeren l'any 1950 pel seu treball a la Slovenski pravopis («Guia normativa eslovena»).
L'Institut de la Llengua Eslovena Fran Ramovš pren el nom de Ramovš en honor seu.

## Obra seleccionada
- Historična gramatika slovenskega jezika
  - II, Konzonantizem (1924)
  - VII, Dialekti (1935)
- Slovenski pravopis, skupaj z Antonom Breznikom (1935)
- Kratka zgodovina slovenskega jezika (1936)
- O pomembnosti nekaterih pojavov v slovenskih narečjih na Koroškem (1946)
- Morfologija slovenskega jezika (1952)